# Henry J. Heimlich
Pour les articles homonymes, voir Heimlich.

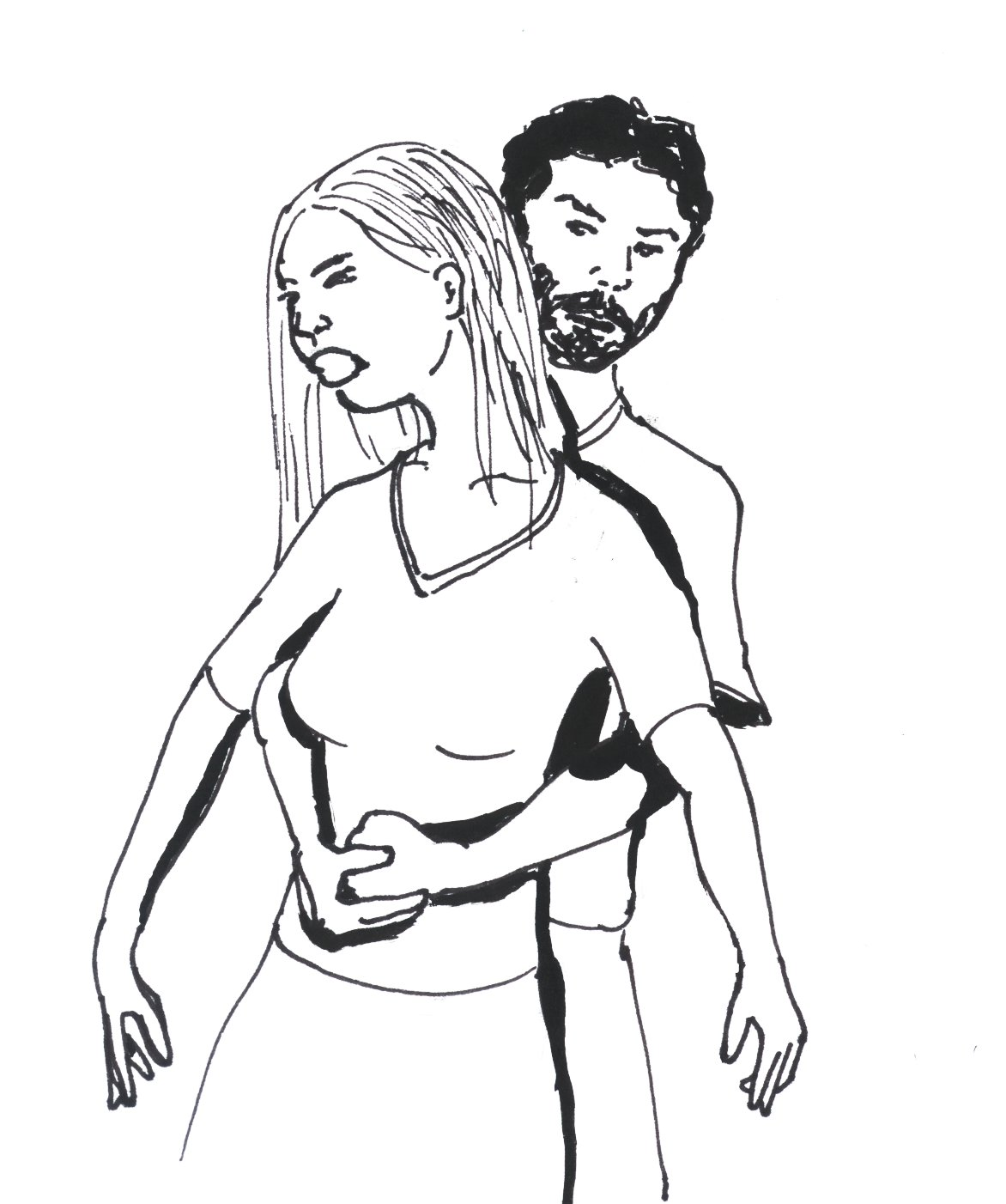
Compression abdominale selon la méthode de Heimlich.

Henry Judah Heimlich, né le 3 février 1920 à Wilmington (Delaware) et mort le 17 décembre 2016 à Cincinnati (Ohio), est un médecin et professeur d'université américain. Il est l'inventeur de la méthode de Heimlich, utilisée en premiers secours pour la désobstruction des voies aériennes.

## Biographie
Henry J. Heimlich obtient son doctorat au Weill Medical College en 1943.
En 1945, en poste dans l'US Navy en Chine, il trouve un traitement au trachome, une infection bactérienne, en mélangeant de la sulfadiazine à de la crème à raser.
Dans les années 1950, il fait une spécialisation dans la chirurgie thoracique. Il présente en 1961 une méthode pour remplacer l'œsophage par un organe artificiel.
En 1964, il invente une valve qui porte son nom, sorte de clapet anti-retour, qui permet d'évacuer le sang et l'air de la poitrine en cas d'hémothorax et de pneumothorax. Ce dispositif sera très utilisé durant la guerre du Viêtnam.
En 1974, il invente une méthode de désobstruction des voies aériennes qui porte son nom : la méthode de Heimlich.
En 1980, il invente un système d'oxygénothérapie portable appelé Heimlich Micro Trach.
Dans une anecdote relayée par BBC News en 2003, Heimlich affirme avoir utilisé sa méthode pour la première fois en 2000, pour sauver une personne en train de s'étouffer dans un restaurant.
Le 23 mai 2016, il utilise à nouveau sa méthode sur une des pensionnaires de sa maison de retraite à Cincinnati (Ohio), en affirmant ne pas se souvenir de l'avoir déjà utilisée antérieurement. En commentant l'événement il déclare : « Ça m’a permis de me rendre compte comme il est merveilleux d’avoir pu sauver toutes ces vies ».
Henry J. Heimlich meurt à 96 ans le 17 décembre 2016 à Cincinnati (Ohio),.

## Prix et distinctions
- 1984 : Prix Mary-Woodard Lasker pour le bien public